# Kirche von Öja (Gotland)

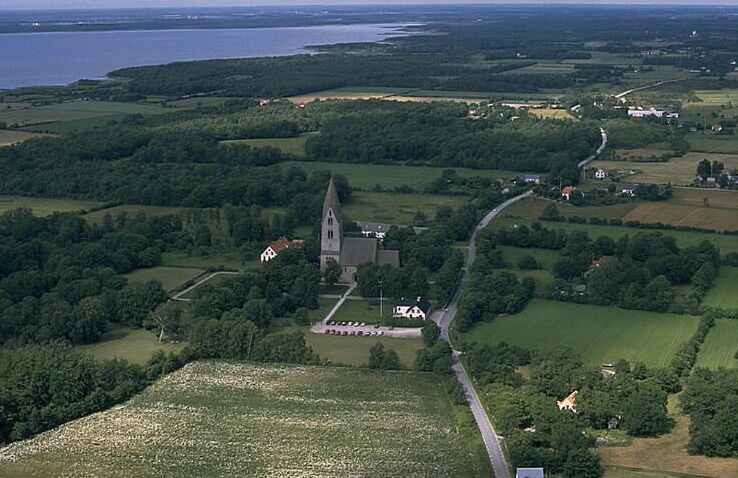
Luftbild der Kirche von Öja

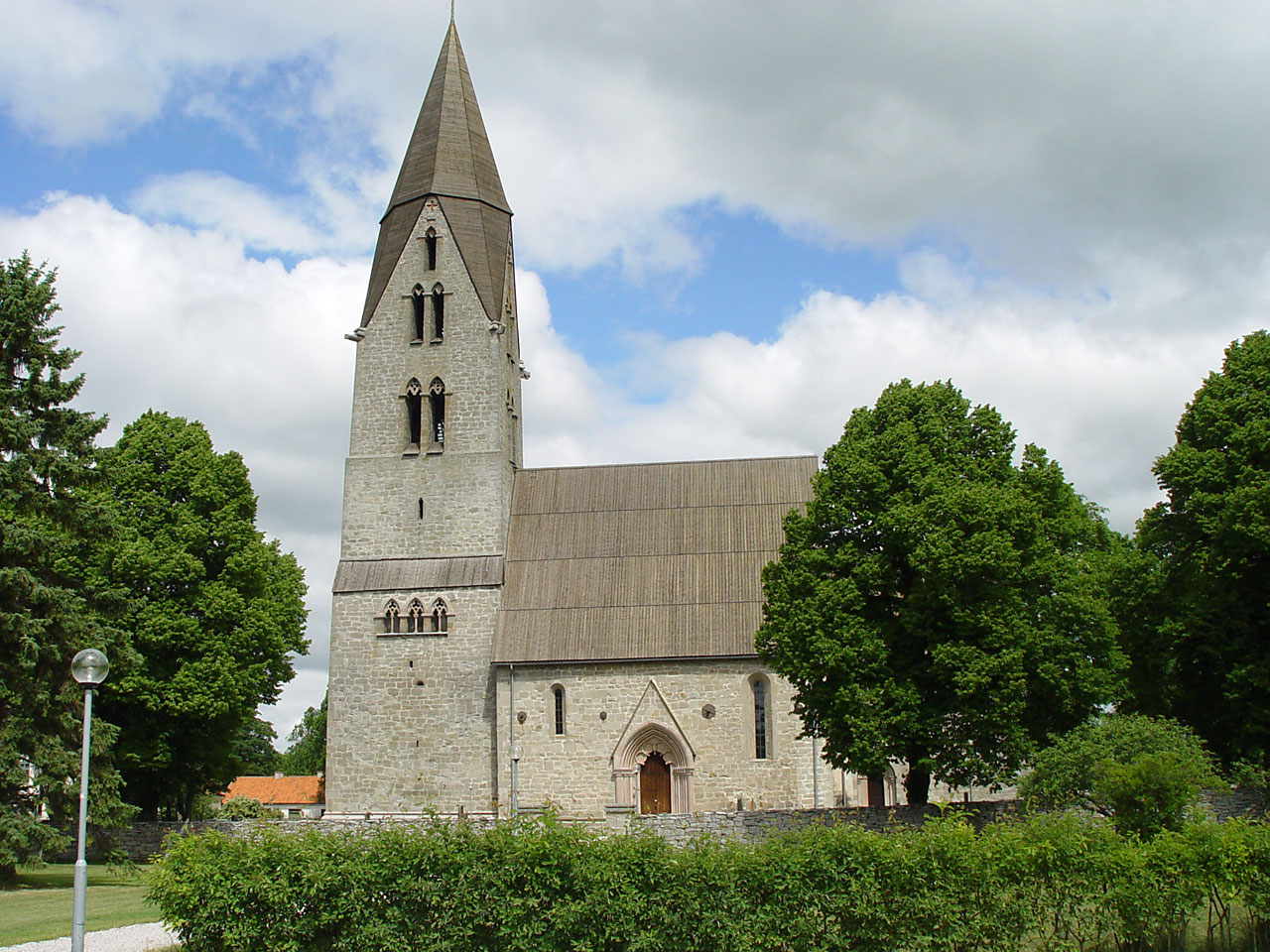
Kirche von Öja

Die Kirche von Öja (schwedisch Öja kyrka) ist eine Landkirche auf Gotland, die zur Kirchengemeinde (schwed. församling) Hoburg gehört. Sie liegt im gleichnamigen Kirchspiel im Süden Gotlands, 68 km südlich von Visby und 1,5 km östlich von Burgsvik. Wie die anderen Kirchen im Süden Gotlands ist sie aus Sandstein gebaut. Die ältesten Teile der Kirche stammen aus dem 12. Jahrhundert. Das heutige Langhaus wurde gegen Ende des 13. Jahrhunderts errichtet, während der Turm in der Mitte des 14. Jahrhunderts, am Ende der Zeit des aktivsten Kirchenbaus auf Gotland, entstand und vom Steinmeister „Egypticus“ stammt.

## Ausstattung
Die Kirche enthält viele kunsthistorisch bedeutende Malereien und das einzige stehende Triumphkreuz in Nordeuropa.

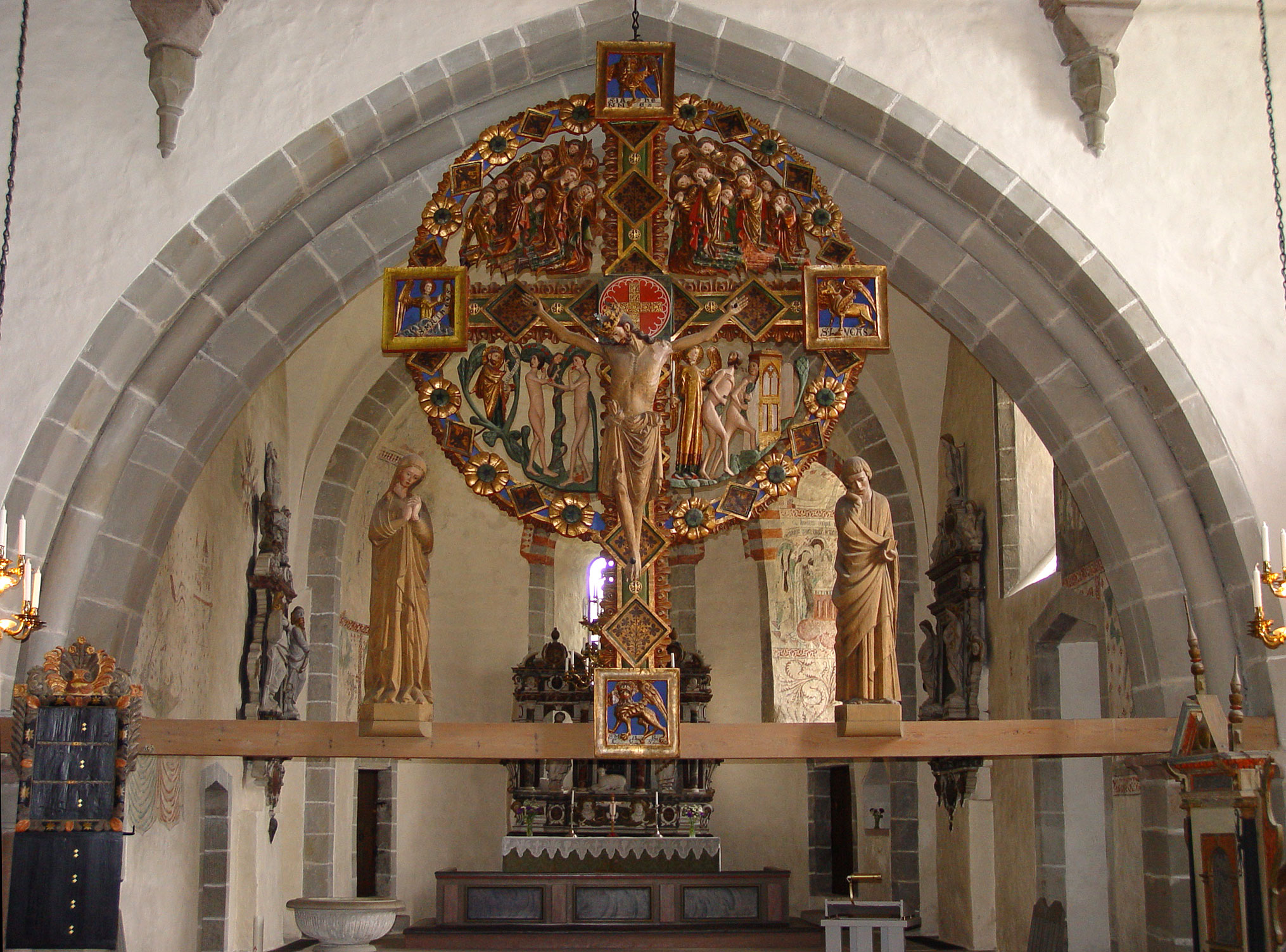
Triumphkreuz von 1275
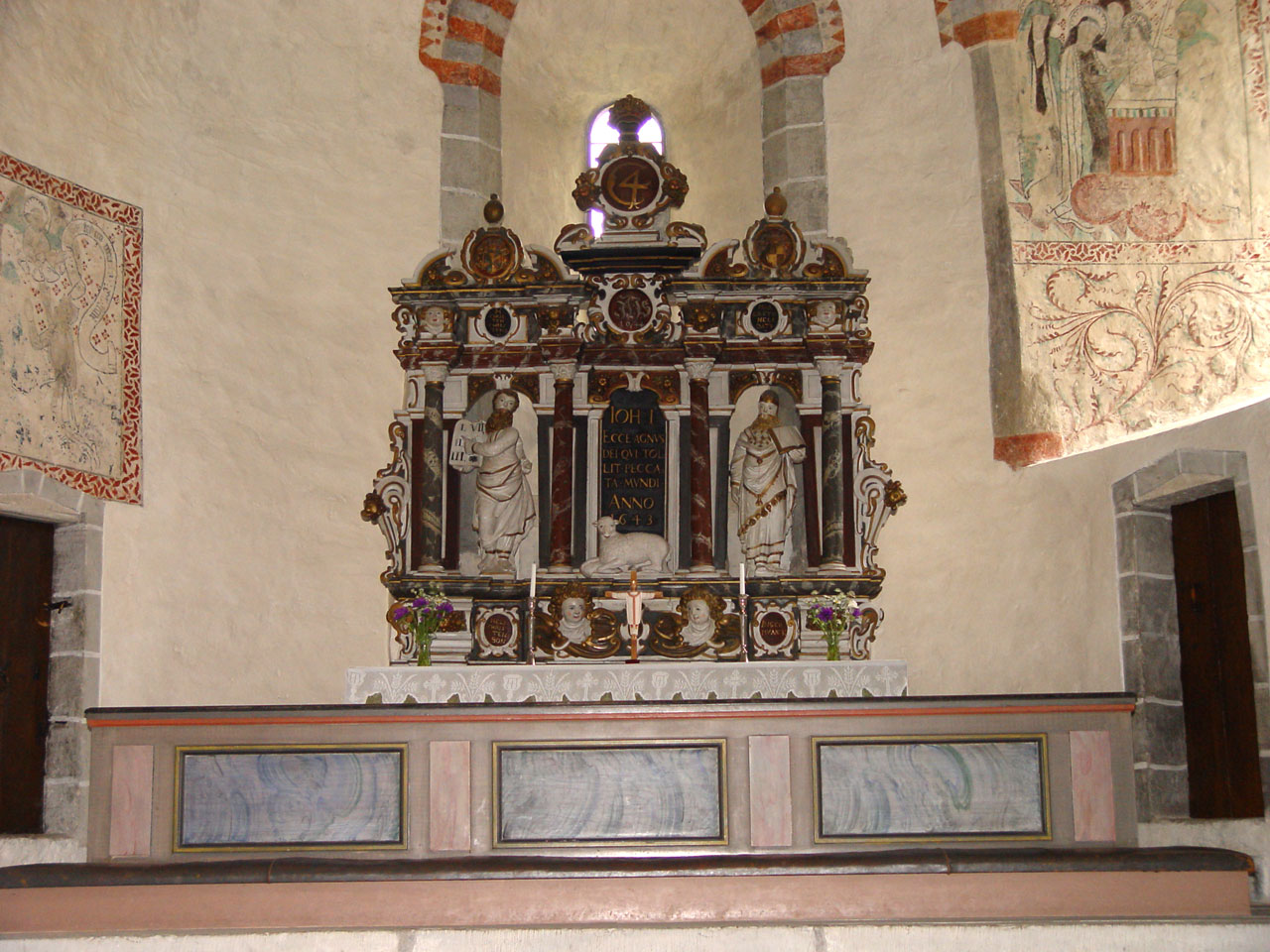
Altar aus Sandstein von 1643
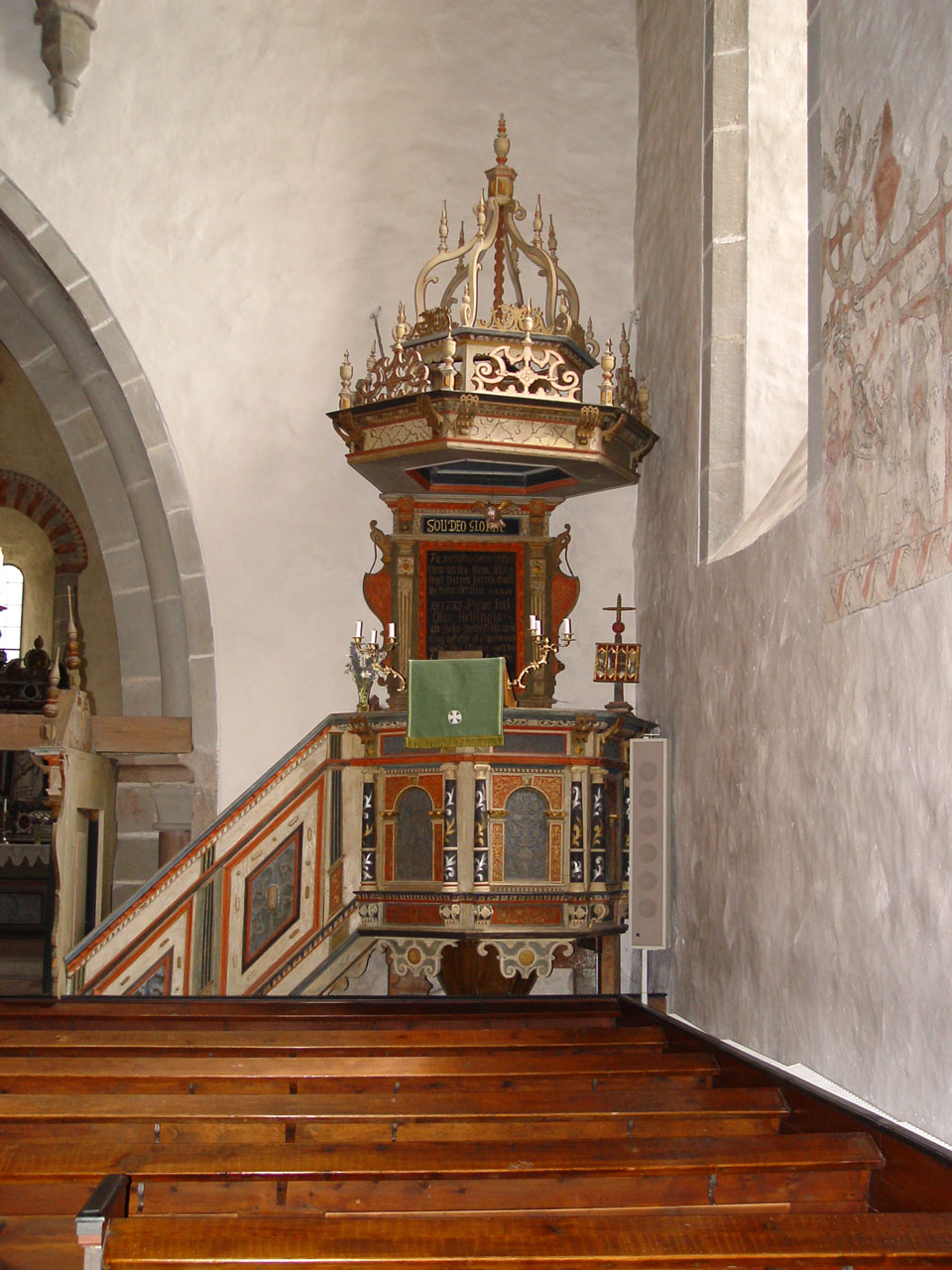
Kanzel von 1628
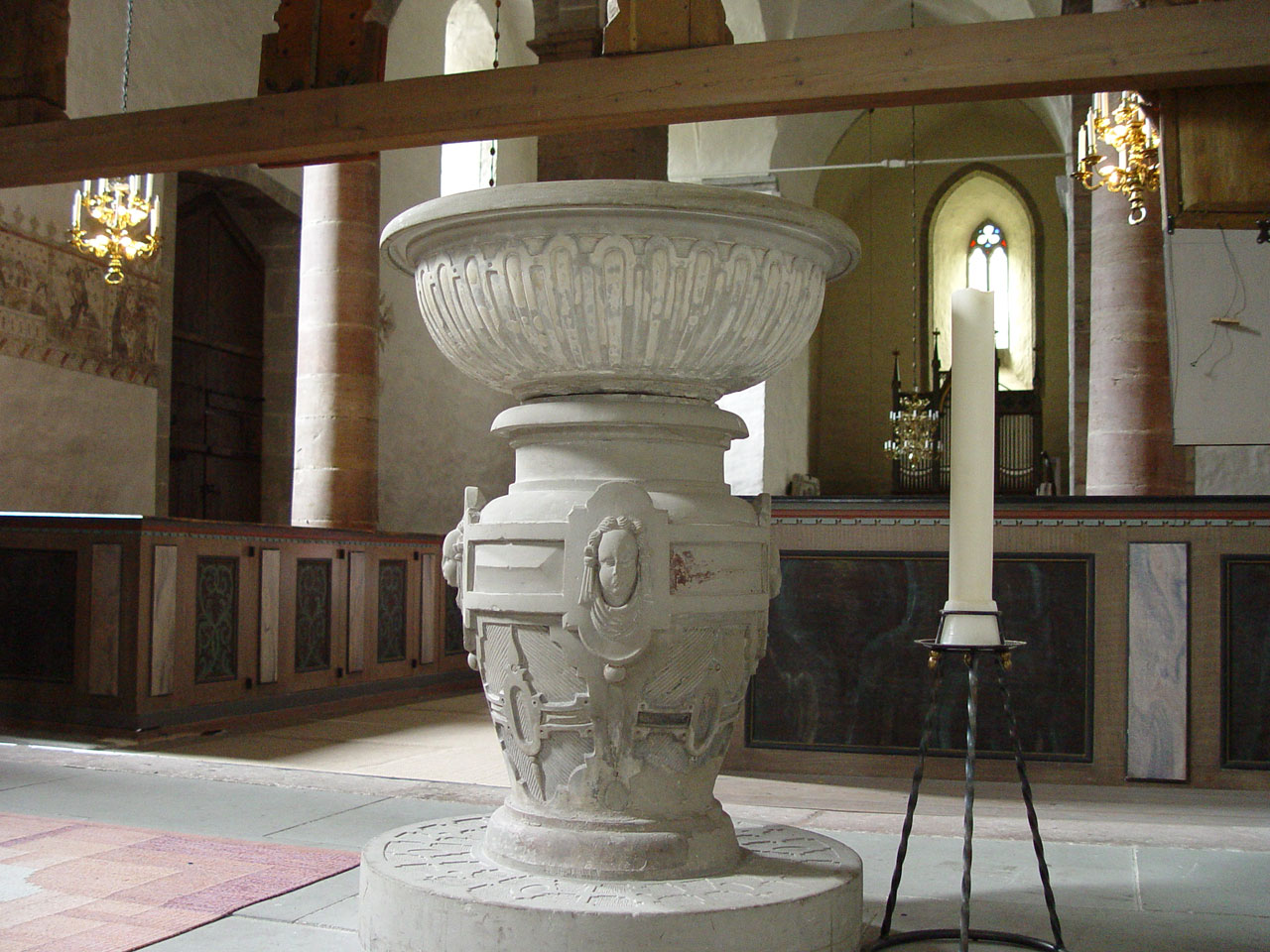
Taufstein von 1620